# 手塚漫画のキャラクター一覧
手塚漫画のキャラクター一覧（てづかまんがのキャラクターいちらん）は、手塚治虫の漫画作品に登場するキャラクターの一覧。主にスター・システムのキャラクターについて触れていく。

## 概要
手塚治虫の漫画では『火の鳥』の猿田博士を『ブラック・ジャック』では本間丈太郎にしたり、ゲストキャラクターに『リボンの騎士』のサファイアを登場させるなど、ある作品の主要人物を別の作品の脇役として登場させる手法が少なくない。またハム・エッグ、アセチレン・ランプ、金三角などの脇役キャラクターでは、一つの作品に別の役で何度も登場することがある。この中で手塚治虫の中学時代の作品から登場し、あらゆるヒット作に出続けたキャラクターがヒゲオヤジである。これは映画のように、俳優をいくつかの作品に登場させるスター・システムを漫画に取り入れたものである。
また手塚漫画は『鉄腕アトム』に限らずSF漫画が多いため、博士やその助手を演じるキャラクターもかなり多い。喜国雅彦は『少年マンガ画報』で「手塚マンガといえば博士だ」と語っている。また、石上三登志『手塚治虫の時代』は「百万人の博士たち」、池田啓晶『手塚治虫キャラクター図鑑』は「百万人の科学者たち」の題で、博士キャラクターについてそれぞれ1章を割いている（直接の関係がないこの2冊に似通った章題があるのは、この章題が『魔法屋敷』から取ったものであるため）。
比較的後世に作られた手塚アニメでは、漫画では本来ある手塚キャラが配役されていたところを、別の手塚キャラに差し替えることも多く『ブラック・ジャック (テレビアニメ)』のDVDパッケージの裏には、毎回ゲスト出演する手塚キャラについてのミニ解説が掲載されている。
人気作品の登場人物ゆえにスター・システムの要素を持つキャラクターは、各リンク先を参照。

## スター・キャラクターの芸名と出演歴について
実在する人物が演じる現実のスター・システムと異なり、作者である手塚が描くことで登場する手塚漫画のスターたちは、作品によってしばしば風貌や外見年齢、また人種や性別までも異なる場合がある。それゆえキャラクターの出演に関する分類も、手塚が直接「○○は××に出演した」と断言しているものを除けば、研究者が主観的に判断せざるを得ない。
その結果、『鉄腕アトム』のお茶の水博士は、石上三登志『手塚治虫の時代』では『火の鳥』の猿田彦を演じたとされているが、池田啓晶『手塚治虫キャラクター図鑑』では、お茶の水と猿田彦をそれぞれ別のキャラクターとして分類しているケースも存在している。
作品ごとに異なる役で登場しているキャラクターを一括して扱うとき、各作品中の役名を越えた「芸名」が必要になる。これについても、研究者によって異なる芸名が付けられていることがある。大まかな芸名の当て方としては、そのキャラクターのデビュー時における役名を取ることが多い。ただし手塚自身が芸名について何らかの記録を残していた場合は、そちらが優先される。たとえばオッサン、デコビンなどは、作中の役名ではない芸名が発表されているパターンである。またブク・ブック、ミッチイなどは、デビュー作の役名ではなく2作品目以降の役名であるが、やはり手塚が芸名としてこの名前を掲げているため、他の研究者による資料においても、これが芸名として挙げられているパターンである。

## 一覧

### あ行

アトム

ウラン

お茶の水博士

アザラシー
名前どおりアザラシのような風貌の、髭の長い老人。『漫画大学』（1950年）の単行本におけるキャラクター名鑑で名前が掲載されている。『化石島』（1951年）、『月世界紳士（漫画少年版）』（1951年）など、1950年前後に活動が集中しており、他には『七色いんこ』（1981年）のモブシーンにちらりと顔が見える。
アセチレン・ランプ
ときどき後頭部にロウソクが立つ悪役。『ロストワールド（私家版）』（1944年ころ）中ですでに出演している、最古参クラスのキャラクターである。

アッゴ
名前通り、顔の半分以上を占める巨大な顎が特徴のキャラクター。『サボテン君』（1951年）のお人好しな保安官役で登場。主として1950年代の西部劇ものを中心に活動している。後年、手塚が青年誌において唯一西部開拓時代を舞台にした作品『グランドメサの決闘』（1969年）にも端役で顔を出している。
アトム
『鉄腕アトム』（1951年）の主人公。デビュー作は『鉄腕アトム』の前身に当たる『アトム大使』（1951年）。ほかに『世界を滅ぼす男』（1954年）で主演をつとめ、『ブラック・ジャック』（1973年）でも複数回ゲスト出演している。『ミッドナイト』（1986年）では青年姿のアトムが登場し、恩師役のお茶ノ水博士と競演しているが、『鉄腕アトム　盗まれたアトムの巻』(1965年）において、仮の電子頭脳を組み込まれた、アトムとは独立したキャラクターとして「10年分成長した青年型アトムの機体」がすでに登場していたためスターとしての「アトム」の出演歴には数えないことが多い。
アフィル
くちばしのように突き出した口と菜っ葉のように伸びた髪の毛が特徴の、ゲストや端役専門のキャラクターの一人である。名前の由来はアヒル。『ロストワールド（私家版）』（1944年ころ）で出演している。『ロストワールド』で三人組として登場したカオー・セッケン、グラターンとは、その後の作品で一堂に会したことはないのだが、『勇者ダン』（1962年）では、アフィルと髪型だけがそっくりな「ゾゲール博士」というキャラクターがカオー・セッケン、グラターンらを率いて登場しており、『ロストワールド』のオマージュといえる。
一銭ハゲ（いっせんはげ）
名前のとおり、後頭部の円形脱毛症がトレードマークのキャラクター。悪党の子分役が多い。手塚のデビュー前の習作『オヤヂの宝島』で登場が確認されるが、商業作品でのデビューはそれからだいぶ遅れて、『化石島』（1951年）である。『冒険狂時代』（1951年）では、実在の俳優にちなんだ名前のキャラクター『ピーター・ローレイ』として活躍する。
ウイスキー
お茶の水博士や花丸先生など他の博士役が太めなのに対し、長身痩躯が特徴的な博士キャラクター。デビューは『来るべき世界』（1951年）で、名前も同作の役名による。『ジャングル大帝』（1950年）では、ケン一の友人「アルベルト」として少年時代から登場した。
ウラン
『鉄腕アトム』（1951年）におけるアトムの妹。彼女自身のデビューは『鉄腕アトム 透明巨人の巻』（1960年）だが、単行本化の際に彼女が初登場するくだりは編集でカットされている。そのため単行本版でウランが初登場する『ウランちゃんの巻』（1960年）に添えられたまえがき漫画では「ウラン初登場の経緯を、誰も正確に覚えておらず、ウランが憤慨する」というギャグが描かれた。スター出演としては、おてんばだが根は純真な少女を演じることが多い。『ブラック・ジャック　金!金!金!』（1976年）では、天馬博士と実の親子役で共演しており、父親を演じる天馬博士が役名（カスミ）と間違えて「ウラン」と叫ぶシーンもある。
エチゼンガニ
髪型が、ハサミを振り上げたカニのような形になっている中年男性。初登場は『日本発狂』（1974年）で、芸名もここでの役名による。『ブラック・ジャック』（1973年）シリーズの中では、「越前病院」の院長として複数回登場しており、時系列順に見ていくとブラック・ジャックを無免許医として敬遠していたのが次第に尊敬に変化していくのが見て取れる。
大場加三太郎（おおばかみたろう）
どんぐりまなこにしかめ面の青年。『ロストワールド（私家版）』において、主人公敷島博士の勝ち気な助手として初登場。以後も直情的な若者役で、その多くが無名の端役ながらも息の長い役者活動を続けた。
オクチン
伸びた前髪で片目を隠している若い男性。「本名」としては、奥野龍一（おくのりゅういち）という名をしばしば用いている。『ザ・クレーター』（1969年）でデビュー。この作品は一話ごとに舞台設定の異なる読み切り型の連載だったが、彼はそれぞれの話に、それぞれ違う設定で登場する「シリーズの顔役」であった。出演歴は『ザ・クレーター』以外では『ブラック・ジャック　三者三様』（1977年）にゲスト出演した程度だが、前述のような事情ゆえに演じ分けた役柄自体は非常に多いというキャラクターである。また、石上三登志は『やけっぱちのマリア』（1970年）の主人公・焼野矢八（やけのやはち）も彼の演技であるとしている。
小田原丁珍（おだわらちょうちん）
ヒョウタンのような顔つきとあばたが特徴のキャラクター。『後藤又兵衛』（1954年）に登場する侍・小田原十四郎でデビューする。『七色いんこ』（1981年）で準レギュラー出演したときの役名が芸名として一般的に挙げられているが、小田原提灯と特に関連のなさそうな彼にこの役名が付いた経緯は、『鉄腕アトム　人工衛星SOSの巻』（1959年）で彼がギャングの子分として登場したときの親分が、提灯のような蛇腹状の背広を着た「張珍親分（雑誌掲載時の名前。後に「小田原親分」と改められる）」だったのである。この「張珍」はスターとして発展することはなかったが、その子分が「小田原チョウチン」として、息の長いキャラクターになったという珍しい例。
お茶の水博士（おちゃのみずはかせ）
鼻が異様に大きいのが特徴の科学者キャラクター。『鉄腕アトム』（1951年）での主人公アトムの保護者役がデビューにして代表作である。『太平洋X點』（1953年）には「ナーゼンコップ博士」の役名で登場し、後にアニメ『海底超特急マリンエクスプレス』でも同名のキャラクターで登場した。巨大な鼻を特徴とする猿田博士と似ており、単行本ではカットされたが雑誌連載時の『火の鳥 太陽編』では兄弟として共演をしたり、朝日ソノラマサンコミックス版『鉄腕アトム』の単行本21巻に収録された、まえがき漫画でのお茶の水博士が自分の子孫は猿田博士にそっくりとのセリフがある。手塚自身による配役でこそないがアニメ『アストロボーイ・鉄腕アトム』でも共演。お茶の水と猿田はその鼻ゆえに、それぞれ『ブラック・ジャック』と『七色いんこ』でシラノ・ド・ベルジュラックにちなんだ役を演じているが、お茶の水が出演した回のタイトルは、彼の役者的性格を反映した『気が弱いシラノ』（1977年）であった（そのときの容姿は若いころ）。なお、お茶の水博士を描くにあたり手塚は旧制北野中学校（現：大阪府立北野高等学校）の同級生であった渥美和彦（心臓外科医、東京大学名誉教授）をモデルの一人としたことを渥美本人に語っている。
オッサン
国籍不明で、独特のなまず髭とトランプのダイヤのような髪型が特徴のキャラクター。『怪盗黄金バット』（1947年）の「チンチクリン博士」役でデビューする。基本的に人畜無害な中年を演じることが多く、『弁慶』で平家一門の平泡盛として敵役で登場した時も、全く戦えない情けない役回りだった。モデルは「アノネ オッサン」のギャグで知られる高勢実乗。実際に『一千年后の世界』（1948年）や『白いパイロット』（1961年）では、高勢のギャグである「あのね、おっさん」「わしゃかなわんよ」といったセリフを口にしている。ただし、『地底国の怪人』（1948年）で彼が出演したモブシーンに、後に手塚自身が「この場面の登場人物の顔はみなミュルト・グロッスが原型である」と注釈をつけているため、漫画キャラクターとしてデフォルメする過程でこれらのイメージが混合されたと考えられる。
おふぐ
『漫画大学』（1950年）の単行本におけるキャラクター名鑑で名前が掲載されている女性キャラクター。『月世界紳士（不二書房版）』（1948年）、『ファウスト』（1950年）での出演が言及されている。

### か行
カオー・セッケン
禿げ頭で面長のため、横顔が三日月のように見える小悪党タイプのキャラクター。『ロストワールド（私家版）』（1944年ころ）で出演している。名前の由来は顔型が「花王石鹸」のマークに似ているから。端役を演じながらも息の長い役者活動を続けた。
ガロン
岩のような質感の巨大人型ロボット。『魔神ガロン』（1959年）で主役としてデビューし、以後も同様の役柄で複数作品に登場する。ほかに『白いパイロット』（1961年）では珍しく人間役（ギャングの親分）を演じる。
金三角（きんさんかく）
サングラスとタコ唇の、いかにも胡散臭い中国人。『鉄腕アトム 十字架島の巻』（1958年）の中国マフィアの首領役でデビューし、このときの役名がそのまま芸名となる。悪人グループのボス役を多くこなす。小学校時代の手塚に昆虫図鑑を貸し、昆虫の魅力を説いた親友がモデル。
クッター
→モクサン
グラターン
いびつな禿頭に隻眼、極端に突き出した出っ歯という風貌から、異形めいた不気味な役が多いキャラクター。アフィル、カオー・セッケンらと共に『ロストワールド（私家版）』で悪役としてデビューした。レギュラー出演としては『ドン・ドラキュラ』（1979年）の老僕イゴールが挙げられる。他に特徴的な配役としては、『三つ目がとおる』（1974年）で、紳士然とした悪党の青玉氏と、その弟で奇人の吾平、ふたりの大きく異なるキャラクターを同時に演じている。
車十三郎（くるまじゅうざぶろう）
ボサボサ髪に左右つながった眉の男性キャラクター。『ケン1探偵長』（1954年）で、軍国主義結社に所属する刺客として初登場した。芸名もここでの役名による。『鉄腕アトム　地底戦車の巻』（1959年）では独裁者サボルスキー将軍、『おれは猿飛だ！』（1960年）では本多佐渡守と、ごつい顔ゆえに年配の役が多いのだが、『流星王子』（1955年）では中学生（留年し続けているという設定ではあるが）の「深井裏海（ふかいうらみ）」として登場する。
下田警部（げたけいぶ）
体格が良く、スーツ・ネクタイ・中折れ帽というフォーマルなファッションに、エラの張った四角い顔の男性。「警部」の名前が示すとおり、警察官役を得意とし、時代劇でも同心役を演じている。『くろい宇宙線』（1956年）でデビュー。名前の由来は下駄。『バンパイヤ』（1966年）では、本編中の彼の顔が突然履き物の下駄に置き換わり、しかも誰ひとり指摘せずにそのまま話が進むというシュールなギャグが存在する。『日本発狂』（1974年）では「下田波奈緒（げたはなお）」というフルネームが登場するが、『奇子』（1972年）では彼の息子が一字違いの「下田波奈夫」として登場している。
ケチャップ大尉（ケチャップたいい）
くちびるがクチバシのように飛び出した男性。デビューは『豆大統領』（1953年）の「ニッコリ・スミス」だが、『豆大統領』は2012年に『手塚治虫漫画全集未収録作品集 1』（手塚治虫文庫全集 BT-194）に収録されるまで単行本に再録されていなかったため、手塚治虫漫画全集を規準とする池田啓晶『手塚治虫キャラクター図鑑』ではニッコリ・スミスの名を用いず、『鉄腕アトム　火星探検の巻』（1954年）での役名「ケチャップ大尉」を芸名としている。また石上三登志『手塚治虫の時代』でも、彼の芸名を「ケチャップ大尉」としている。役柄としては、我を通したがる攻撃的な人物が得意。
ケリガン
禿げ上がった頭の両脇の白い髪の毛、そしてあごひげがタンポポの綿毛のように広がっている老人キャラクター。年齢と温厚そうな外見から、保護者的な役を得意とする。デビュー作は『氏神さまの火』（1950年）と見られるがここでは名前が出ず、後に『サボテン君』（1951年）に登場したときの役名が芸名として定着した。『鉄腕アトム　海蛇島の巻』（1953年）では海底要塞に拉致されていた奴隷として登場するが、実はこのキャラクター、「少年」誌で最初に掲載されたときはヒゲオヤジそっくりな彼の弟という設定だった。その後、単行本化に際してケリガンが代演し、設定自体がなかったことにされたのである。
ケン一（ケンいち）
黒目の大きな少年スター。『新宝島』（1947年）の「ピート」役でデビューし、同年9月発売の『火星博士』（1947年）で初めて「ケン一」の名前で登場した。フルネームとして挙げられる「敷島健一（しきしまけんいち）」は、『ロストワールド』（1948年）での役名にちなむ。純粋さに満ちた「普通の」少年として、『新宝島』を始め初期作品で主役を張ることが多かった。しかしそのイメージが災いして「無個性」であるとされた。しかしその後も「普通の」少年を演じ続けた彼は、多くのファンに愛された手塚作品にかかせないキャラクターである。また『ケン1探偵長』では久々の主役（少年探偵）を張るが、これはキャラクター・ケン一に対する手塚の思い入れが生み出した作品である。

### さ行
佐々木小次郎（ささきこじろう）
面長の坊主頭が特徴の勝ち気なキャラクター。『おお!われら三人』（1957年）で「佐々木小二郎」としてデビュー。主人公と対立するライバルキャラを得意としており、特に『フィルムは生きている』（1958年）で競演した同作の主人公「宮本武蔵」とは縁が深い。同作以降、『ナンバー7』（1961年）や『タツマキ号航海記』（1963年）でもライバルとして競演し、宮本がゲスト出演した『ブラック・ジャック　動けソロモン』（1978年）にも顔を出している。名前の由来は同名の剣豪で、時代劇ものではもちろん、現代劇でも話に関係なく刀（木刀）を背負っていることがある。他に『フィルムは生きている』では大きなつけペンを、『ブラック・ジャック　奇胎』（1975年）では板前役で包丁を背負って登場した。
サターン
たくましい体と、カールしたヒゲが特徴のキャラクター。『魔法屋敷』（1948年）の「悪魔大王」役でデビュー以来、悪魔・魔王役の定番。『ブラック・ジャック　魔王大尉』（1975年）など現実世界が舞台の作品ではマッチョな悪役を演じる。『鉄腕アトム　ロボットランド』ではロボットランドを支配するアトムの敵ロボットとして登場している。あごが大きく二つに割れた、いわゆる「ケツアゴ」も外見的特徴のひとつだが、デビュー作の『魔法屋敷』や『リボンの騎士（なかよし版）』（1963年）では細くスマートな輪郭になっている。
サファイア
『リボンの騎士（少女クラブ版）』（1953年）の主人公。原作は男装しているが作品によって女性のままの時がある。なお、『ロック冒険記』（1952年）の本編中に、手塚スター達が多数登場する会議のシーンのなかにサファイアが混じっている描写があるが、これは『ロック冒険記』単行本化の際に加筆された物である。
サボテン・サム
背が高くとぼけた顔つきの少年。西部劇作品『サボテン君』（1951年）でデビューした。『サボテン君』の主役は当初ロック・ホームが想定されていたが、「もっと明るい雰囲気が必要だ」という理由で、連載第二回からサボテンが採用された。ひょうひょうとしたコメディリリーフを得意とする。代表作としては、『ブタのヘソのセレナーデ』（1971年）の主人公「ゴスケ」が挙げられる。
猿田（さるた）
無数の吹き出物に覆われた大きな鼻が特徴のキャラクター。名前は日本神話のサルタヒコに由来する。『火の鳥』ではシリーズを通してのキーパーソンとして度々登場し、また『ブラック・ジャック』では主人公の恩師「本間丈太郎」を演じる。「猿田彦」というキャラクター自体は、『火の鳥　黎明編（漫画少年版）』（1954年）に登場するが、このときは鼻が小さい。後にCOMで連載・完結した『黎明編』（1967年）で、はじめて大きな鼻で登場する（もっとも、名の由来となったサルタヒコの伝承や、漫画少年版が物語の途中で中断され未完となっていることを考えれば、漫画少年版でも鼻が大きくなる予定であっただろうと推定されている）。この「鼻が小さい猿田彦」は、後に『地球を呑む』（1968年）や『ブッダ』（1972年）にも出演した。 同じような形の大きな鼻を持つキャラクターとしてはお茶の水博士がいるが、基本的に善良なお茶の水に対し、猿田は人間の業に鋭く切り込む攻撃的な人物を演じることが多く、複数の資料で両者が別々の俳優であるとの分類がなされている。
四部垣（しぶがき）
典型的なガキ大将キャラクター。初登場は『アトム大使』（1951年）だが、この時点では顔出し程度の出演である。『鉄腕アトム フランケンシュタインの巻』（1952年）で、ガキ大将としての性格や、親が「日本一の闇市経営者（作品世界では21世紀に至っても国内流通業界で闇市が有力な地位を占めている設定になっている）」で金持ちであるといった設定が登場。このエピソードでアトムと一度ケンカした後に和解し、以後は親友としてアトムに協力する仲となった。『アトム』以外の出演作としては『漫画生物学』（1956年）などがある。また、アトムがゲスト出演した『ブラック・ジャック　おまえが犯人だ!!』（1975年）では、彼の他にケン一、タマオなど、『アトム』のクラスメート一同が顔を揃えている。
写楽保介（しゃらくほうすけ）
スキンヘッドに、額の第三の眼を隠す×印の絆創膏がトレードマークのキャラクター。『三つ目がとおる』（1974年）の主人公でデビューした。普段は無邪気な幼児的で、絆創膏を剥がして三つ目を露出させると本来の狡猾な本性を持つ二面性が特徴のダークヒーローだが、他作品でのゲスト出演時にはもっぱら絆創膏を貼ったままコミックリリーフとして活躍する。三つ目を出した状態での出演例は『プライム・ローズ』（1982年）『ミッドナイト』（1986年）などで稀に悪役として出る回もある。
ジュラルミン
クマの耳のような髪型と口ひげが特徴的な中年男性。『リボンの騎士（少女クラブ版）』（1953年）より登場。ただし、『化石人間の逆襲』（1952年）の登場人物「アークズ・ノーブミッチ首相」が原型であるとする説もある。『リボンの騎士』の少女クラブ版、なかよし版ともに王国乗っ取りを企む悪の大公を演じ、以後も社長など社会的地位の高い役を得意とする。
スカンク草井（スカンクくさい）
眉のないのっぺりした顔と、「へへへへ」という、通称「ハイエナ笑い」が特徴の悪役スター。悪役と言ってもハム・エッグやランプのような愛嬌は無く、心の底まで腐った卑怯者を多く演じる。外見のモデルは実在の俳優リチャード・ウィドマーク。名前の由来はスカンクと「臭い」から。デビューは『鉄腕アトム 電光人間の巻』（1955年）で、「完全なロボットは人間と同様に悪い心をもつはずだ」という主張で強い印象を与えた。沖光正はこの台詞に着目し、スカンクがアトムだけでなく人間そのものに対する敵だとして、彼を「アトムの宿命の敵」と呼んでいる。一方、SF作家の山本弘は自作品『アイの物語』において「ロボットが人間と同じに進歩する必然性はない」として、「人間と同じ特性を持たないロボットは不完全だ」との主張を「スカンクの誤謬」と名づけている。これは「電光人間」のスカンクの台詞にちなんだものだが、本文中に『アトム』に関する言及はない。
ゼフィルス
白いロングヘアーに、なまめかしいボディでセクシーさを誇る美女。初出演は『地球を呑む』（1968年）。同作中における「ゼフィルス」は、変装で外見を統一した複数の女性を含んでおり、そのうちのひとり「ミルダ」の素顔による演技も「ゼフィルス」の出演としてカウントすることがある（公式サイトであるTezukaOsamu.netのキャラクター名鑑がこの説を採っている）。ゼフィルスという名はギリシャ神話の西風の精ゼピュロスに由来しており、『ユニコ（リリカ版）』（1976年）では実際に「西風の精」役で登場した。他の出演作でも、文字通り「人外」の美女として登場することが多い。なお、手塚の短編の中に『ZEPHYRUS（ゼフィルス）』（1971年）という題のものがあるが、これは彼女と関係なく、同名の蝶を扱った話である。

### た行
タコ
名前どおりタコそっくりの顔をした男。顔だけでなく、手の代わりにタコの足を服の袖に通したよう描写されることもある。デビューは『一千年后の世界』（1948年）。端役で登場することが多いが、スター・システムの中でも古参であることと、その特徴的な風貌から目立つキャラクターである。『ジャングル魔境』（1948年）では「手裏剣投げのタコさん」を名乗り、以後の『メトロポリス』（1949年）、『ふしぎ旅行記』（1950年）でも、片足を高く上げる独特のポーズからのナイフ投げを得意とする。このポーズは1943年の日中合作映画『狼煙は上海に揚がる』によるもの。
田鷲警部（たわしけいぶ）
名前通り、たわしのようなヒゲの生えたテング鼻を持つ。『鉄腕アトム 気体人間の巻』（1952年）で初登場。『鉄腕アトム』にはロボット嫌いな人間もよく登場するが、レギュラーキャラは彼一人である。他作品へのゲスト出演でも警官役が多いが、下田警部は私服が多いのに対し、田鷲警部は制服警官役もよくこなす。他に特徴的な出演としては、『ブラック・ジャック』シリーズで1976年に出演した2作品『ハリケーン』と『昭和新山』で、続けて航空操縦士の役を演じている。
ダンケシュテット
隈ができた大きな目が特徴で暗いムードを漂わす中年風の男性。『ケン１探偵長』（1956年）でダンケシュテット役としてデビュー。悪漢ながらも哀愁漂わす役柄を得意としている。主な出演作は『鉄腕アトム　ブラックルックスの巻』『アトム今昔物語』など。
力有武（ちからありたけ）
角張った鼻が特徴の壮年男性。名前の由来は「チカラ、ありったけ」から。通称は「力(りき)さん」で、資料によってはフルネームも「りきありたけ」としているものもある。『ロストワールド(私家版)』から出演している最古参クラスのスターで、労働者や農夫など庶民役の定番キャラクターである。『0マン』では序盤のみの登場だが、主人公リッキーの育ての親、という重要な役。『新選組』では一人3役(うち1つは桂小五郎という大役)で登場し、ちょっとまぎらわしいが、手塚いわく「気がついたら彼を描いていた」とのこと。
チックとタック
のっぽのチックと、ふとっちょのタックによる通称「凸凹コンビ」。モデルはアメリカのコメディー俳優アボットとコステロ。深刻な場面でも彼らが登場するとほのぼのとしてしまう、手塚作品のベストコンビである。最初はラムネとカルピス、ソーダの三人組で『怪盗黄金バット』（1947年）でデビュー。後にソーダがいなくなったため二人組となり『ふしぎ旅行記』（1950年）『新世界ルルー』（1951年）などからチックとタックを名乗り始めた。『珍アラビアンナイト』（1951年）では、チックとタック名義で主演もつとめている。ただし『ジャングル大帝』（1950年）の連載後期に登場したときは「ラムネとカルピス」の名を使っており、ある時点で明確に切り替わった、というものではない。また日本人役で出演するときは、『月世界紳士（漫画少年版）』（1951年）、『0マン』（1959年）などで「甘井と桃山」という役名を使っている。
チルチル
ブルドッグのようにたるんだ頬と眼鏡が特徴の男性キャラクター。『月世界紳士（不二書房版）』（1948年）の満月博士としてデビューしたが、芸名が「満月博士」でないのは、1951年に彼が降板し、代わってモクサンが満月博士を演じた『月世界紳士（漫画少年版）』が現在の定本となっている（手塚治虫漫画全集に収録されているのも漫画少年版のみ）ためである。チルチルの名は『ふしぎ旅行記』（1950年）での役名による。温厚な好人物を演じることが多い。代表作品としては、『キャプテンKen』（1960年）での星野マモル（ロック・ホームが演じた）の父親役がある。
月男（つきお）
どんぐりまなこの純朴そうな青年キャラクター。『拳銃天使』（1949年）の単行本に収録されたキャラクター名鑑で名前が掲載されている。『ジャングル魔境』（1948年）では原住民の青年プーポを演じた。他には『地球の悪魔』（1954年）、『ケン1探偵長』などに出演。
デコーン
名前どおり、大きく突き出したおでこが特徴の禿頭の老人。『サボテン君』（1951年）でドクター・デコーンとして登場したのが初出演で、以後も医師・博士役が多い。代表作としては主人公ロックの師、デコーン博士として登場した『ロック冒険記』（1952年）が挙げられる。
デコビン
おでこを覆うようにボリュームを出した前髪と、同じく綿のような口髭が特徴のキャラクター。「デコビン」の芸名は、『漫画大学』（1950年）の単行本におまけで掲載されたイラストにちなむ。デビューは『拳銃天使』（1949年）。『サボテン君』『W3』（1965年）など、主人公の父親役が代表的。
手塚治虫（てづかおさむ）
手塚は作品に自ら顔を出すことでも有名であった。大きな鼻とベレー帽はおなじみとなっている。役柄はストレートな漫画家「手塚治虫」役以外にも医者役、更にはモブの一人などさまざま。慢性の「シメキリ（締切）病」を患っている設定。「スターとして出演した作品数」において、「手塚治虫」はヒゲオヤジやヒョウタンツギを抜いて最大出演数を誇る。漫画キャラクターとしての手塚のデビューは『奇跡の森のものがたり』（1949年）で、物語の語り手として作品の最初と最後に登場した。この時点ではベレー帽こそかぶっているものの、もう一つのトレードマークである鼻は特に誇張されていない。『化石島』（1951年）で初めて本編中のキャラクターとして登場し、この頃から大きな鼻が描写されるようになる。自伝的作品『がちゃぼい一代記』（1970年）、『紙の砦』（1974年）、『マコとルミとチイ』（1979年）などでは大寒鉄郎（大寒＝治虫、鉄郎＝手塚）を名乗る。『弁慶』（1954年）、『火の鳥　乱世編』（1978年）では、実在した同姓の武士、手塚光盛（手塚自身の祖先とされる）の役で登場する。
手塚良仙（てづかりょうせん）
『陽だまりの樹』（1981年）の主人公のひとりとして登場した、実在する手塚治虫の曾祖父。また、同作に登場する良仙の父親、先代手塚良仙は、スターとしての「手塚治虫」が演じている。
テツノのオッサン
禿頭とキノコのように突き出した耳、そして左右に大きく広がった口にいつも複数本のタバコをくわえた男。デビューは『火の鳥　復活編』（1970年）の「高松弁護士」役と、手塚スターの中では遅い方だが、70年代に『ブラック・ジャック』（1973年）を含めて多数の作品に登場している。『七色いんこ』では女性として登場したことすらある。彼の芸名は手塚の少年時代に隣の家にいた大工さんがモデルと言われる。
天馬博士（てんまはかせ）
アトムの生みの親として、『アトム大使』（1951年）でデビュー。以後真のマッド・サイエンティストとして、性格や結末など良くない役ばかり与えられている。特徴的な演技としては『ブラック・ジャック　おとうと』（1977年）がある。この話の中で天馬博士は、ある男の半生を追うストーリー上、少年・青年・中年・老年を立て続けに演じている。
ドジエモン
肥満体とたるんだアゴが特徴的な巨漢スター。『キングコング』（1947年）でデビューした。当初の設定ではホッテントット出身の黒人スターであり、原住民の酋長役などを得意とする。黒人以外の役を演じることもあるが、前述の出身により、その際には顔に染料を塗って扮装しているという設定であった（結果的には黒人以外の役の方が多くなってしまったが）。悪党をはじめ、一般市民、医師、金持ちなど、あらゆる役を自然体でこなす。
東南西北（とんなんしーぺー）
正体不明、国籍不明の東洋人悪役キャラクター。ハム・エッグと顔パーツが似ているが、髪が跳ねていない、眼が細いなどで区別出来る。デビュー作である『ロック冒険記』（1952年）で、我欲の果てに星間戦争を招く悪党を演じた。以後もとにかく腹黒い人物、小ズルイ男を演じ続けた個性的な悪役専門スター。
豚八（とんぱち）
サングラスにくわえタバコ、名前の通りブタを思わせる丸っこい体格の男。デビューは『ジャングル大帝』（1950年）だが、当時は名前がなかった（現行の単行本版では「ワン・タン」という名前が加筆されている）。ため、池田啓晶『手塚治虫キャラクター図鑑』では、『アトム大使』（1951年）での役名をもって芸名としている。ただし、沖光正『鉄腕アトム大事典』によれば、連載時の彼の名前は「豚井（ぶたい）」で、その後も版によって「ブタ八」「トン八」など名前が変わって「豚八」に至るとしている。

### な行
ナイロン卿（ナイロンきょう）
天狗のような鼻が特徴のキャラクター。デビュー作『リボンの騎士（少女クラブ版）』およびそのリメイクである『リボンの騎士（なかよし版）』において、陰謀家の貴族ナイロン卿を演じる。この役名が（「卿」の称号も含め）そのまま芸名となっている。極端にデフォルメされた外見の割に、演じた役柄は貴族から浮浪者まで多彩である。『ナンバー7』では、主人公の同僚「ナンバー4」として登場。トレードマークの鼻が道具入れになっており、そこから武器を取り出して奮戦するサイボーグ戦士という役どころだった。
中村課長（なかむらかちょう）
丸っこい顔と体つき、そして常に制服姿の警官キャラクター。『鉄腕アトム　気体人間の巻』（1952年）が初出。長身でスーツ姿の多い田鷲警部とはいわゆる凸凹コンビで、ロボット嫌いできつい性格の田鷲警部に対し、ロボットに好意的で温和な彼、という好対照な役柄。『フライングベン』（1966年）でも警官役で登場しているが、本編中でカメオ出演であることが明記されるというユニークな例となっている。なお、本項では「課長」となっているが『アトム』初登場時は「捜査係長」で、連載中に肩書が二転三転して最終的に警部に昇進（？）した。このため、石上三登志『手塚治虫の時代』では最終的な肩書を取って「中村警部」、池田啓晶『手塚治虫キャラクター図鑑』や山本敦司『BLACKJACK 300STARS'Encyclopedia』では、登場回数が最も多い「中村課長」、沖光正『鉄腕アトム大事典』に至っては階級の特定をあきらめて「中村さん」で項を設けるなど表記に大きな幅がある。また、浦沢直樹の『PLUTO』にも「中村課長」として登場している。
ノールス・ヌケトール
常に尖らせた口にタバコをくわえており、マスコミ関係者や役人など、ちょっと嫌な役が多い。初出は『メトロポリス』（1949年）のダム・ダルマ博物館長。代表作としては『新世界ルルー』（1951年）のオノレ編集長、『罪と罰』（1953年）の探偵ザミョートフなどが挙げられる。60年代以降は役名付きの出演が減るが、『ブラック・ジャック　二人目がいた』（1977年）では、主人公が仇として探し続けていた男「姥本琢三（うばもとたくぞう）」として出演。ガンで寝たきりという設定にもかかわらず、トレードマークのくわえタバコで登場した。なおテレビアニメ版『ブラック・ジャック 』では昨今の喫煙事情を反映し、口はそのままだがタバコが省かれていた。ごくたまに葉巻タバコをくわえているときもあり、タバコがでかくなるときもある。
ノタアリン
「ワラバイ（吾輩）はノータリンじゃない、ノタアリンだ!」とわめく、ドタバタ的な科学者キャラクター。禿げ頭に一本だけ立った髪の毛とちょび髭が特徴である。『メトロポリス』（1949年）の警察署長役でデビューした。『漫画大学』（1950年）のナンデモカンデモ博士が当たり役となり、『漫画生物学』（1956年）、『漫画天文学』（1957年）など多数の作品に出演した。
ノラキュラ
名前通りノロマなドラキュラ伯爵を思わせるキャラクター。『ミクロイドS』（1973年）のサディスティックな教師役でデビュー。デビューは遅いが、『紙の砦』（1974年）や『どついたれ』（1977年）など、70年代から80年代前半にかけて嫌味な悪役スターとして活躍した。『三つ目がとおる』（1974年）に出演したときは「野良久三（のらきゅうぞう）」の名で登場している。
ノンキメガネ
丸眼鏡に団子鼻という顔のパーツは手塚の自画像に近いが、鼻の下にボソボソと生えたヒゲが特徴的なキャラクター。モデルは麻生豊の『ノンキナトウサン』と言われている。商業作品でのデビューは『サボテン君』（1951年）だが、元は手塚が少年時代に描いていた漫画『オヤジ探偵』にヒゲオヤジの相方として登場する人物だった。その縁か、『鉄腕アトム』ではアトムが通う小学校の校長として登場し、アトムの担任であるヒゲオヤジとたびたび共演している。

### は行
花丸先生（はなまるせんせい）
豊かな白ヒゲとやさしい顔と太鼓腹の老人。『仮面の冒険児』（1948年）で伯爵家の爺やとして登場したのが初出とされるが、『一千年后の世界』（1948年）の「花丸博士」を皮切りに、『来るべき世界』（1951年）の山田野博士、『ビッグX』（1963年）の花丸博士など定番の科学者キャラクターとして活躍する。学者・博士以外の役はほとんど演じていないが、『平原太平記』（1950年）や『お山の三五郎』（1958年）などでは和尚として登場している。70年代以降の代表作としては『ブラック・ジャック』（1973年）の山田野教授が挙げられる。なお、前述の通り『一千年后の世界』での役名は「花丸博士」だが、『拳銃天使』（1949年）や『漫画大学』（1950年）の単行本でスターとして紹介されたときは、いずれも「花丸先生」の名で登場しており、スターとして語る際には「花丸先生」と呼ぶのが通例となっている。
花輪重志（はなわおもし）
名前どおりに、長くて重たげな鼻が特徴的なキャラクター。大きな鼻がトレードマークのキャラクターというと、お茶の水博士やレッド公がいるが、彼の鼻はお茶の水博士のようにくびれておらず、伸ばした指のように太く真っ直ぐである。デビューは『ロストワールド』（1948年）。同作では「卒倒の名人」と呼ばれるほど気弱で頼りない人物として描かれており、以後も『白骨船長』（1957年）のデクボー副船長など、押しの弱いキャラクターを演じる。
馬場のぼる（ばばのぼる）
長身痩躯、長い口ひげの中年男性。モデルは手塚治虫の友人、漫画家・絵本作家の馬場のぼる。漫画キャラクターとしてのデビューは『鉄腕アトム　フランケンシュタインの巻』（1952年）と見られる。『W3』では星真一少年を見守る教師・馬場先生としてレギュラー出演した。他に代表作としては『地球の悪魔』（1954年）の怪しい修験者が挙げられる。この『地球の悪魔』は、馬場のぼるや手塚治虫に加え、福井英一や高野よしてるなど、当時手塚と交流があった漫画家をモデルとしたキャラクターが主要な役を占めるというユーモアが含まれていた。
ハム・エッグ
いかにも「小悪党」と言った感じの面構えと、歯をむき出した笑い顔が特徴の悪役スター。デビュー前の作品『オヤヂの宝島』では既に原型が出来上がっていた。商業デビューは『地底国の怪人』（1948年）である。モデルはアメリカの漫画家ミュルト・グロッスの作品『突貫居士』の登場人物。またイメージとして、手塚が50年代に自作したスター名鑑の中では俳優のピーター・ローレの名が挙げられている。主な出演作は『拳銃天使』（1949年）の悪徳警官「ハム・エッグ」や、『ジャングル大帝』（1950年）でレオの父パンジャを射殺した狩猟家、『どろろ』（1967年）の盗賊「イタチの斉吾」など。『アトム今昔物語』（1967年）では、アトムが売り飛ばされるサーカスの団長として登場した（元々の『アトム大使』（1951年）では団長役はムッシュー・アンペアが演じていた）。
ヒゲオヤジ
手塚作品の中でも古参のキャラクター。幅広く演じる名バイプレーヤーだが、私立探偵や先生などあらゆる主人公達と関わる正義感に燃える江戸っ子を演じることが多い。
ヒゲダルマ
名前通りのヒゲと丸顔の男性。デビューは『奇跡の森のものがたり』（1949年）に登場する山賊「ルイジ・バンパ」で、この役名にあやかり『漫画大学』（1950年）の単行本に添えられたイラストでは芸名が「バンパ」となっていた。しかしこの名前は『モンテ・クリスト伯』にちなんだもので、後に『冒険狂時代』（1951年）では力有武が「海賊ルイジ・バンパ」として出演したりといった事情もあって、芸名が現在のものに変更されていった。時代劇ものの『平原太平記』（1950年）、『夏草物語』（1954年）では、武士の役で主演をつとめた。他に『キャプテンKen』（1960年）では、背広姿の教師として登場。いずれの役でも、豪傑然とした外見とは裏腹に繊細な心理を持つ日本男児を演じている。
ピノコ
『ブラック・ジャック　畸形嚢腫』（1974年）でデビューした、『ブラック・ジャック』シリーズにおける主人公のパートナー。同作が手塚作品としては後期のものだということもあり、他作品へのゲスト出演は少ない。
火の鳥（ひのとり）
『火の鳥』の主要キャラクター。外見・設定ともにつぶしの利かないキャラクターに思えるが、『ブラック･ジャック　不死鳥』（1977年）、『ユニコ（小学一年生版）』（1980年）などにゲスト出演を果たしている。また、手塚自身による配役ではないものの、小学館の『学習まんが人物館　手塚治虫』、またゲーム『ASTRO BOY・鉄腕アトム -アトムハートの秘密-』『ブラック・ジャック 火の鳥編』など、歴史や時間を俯瞰する作品、手塚作品のクロスオーバーにおいてはしばしば語り手やデウス・エクス・マキナの役割を振られている。他にユニークな配役としては、『ブラック・ジャック　スター誕生』（1975年）で作中のトロフィーとして登場。
ピピ
小さな人魚の子供。『ピピちゃん』（1951年）がデビュー作とされるが、ほぼ同時期に『化石島』（1951年）でも、名前やあらすじがほとんど同じエピソードが登場している。これは、オムニバス作品である『化石島』のページ合わせに、『ピピちゃん』のため用意していた話を流用したためである。これらの作品では男の子だったが、『海のトリトン』（1969年）では、「ピピ子」という少女として登場。作中で子供から成人女性、そして母親へと成長する。手塚はこのような「人魚」のモチーフを好んで使っており、ほかに『リボンの騎士（少女クラブ版）』（1953年）、『エンゼルの丘』（1960年）など、人魚の登場するファンタジー作品をいくつも発表している。
百鬼丸（ひゃっきまる）
『どろろ』（1967年）の主人公。他には『ブラック・ジャック　ミユキとベン』（1973年）に「不良のベン」としてゲスト出演。この作品は『ブラック・ジャック』が短期集中連載として始まったときの話の一つで、モブも含めて多数のスターが出演する中、彼はストーリーのメインキャラクターとして、恋のために命を賭ける不良少年を演じた。また、同じく『ブラック・ジャック』の一話『灰とダイヤモンド』（1974年）では、医師「百鬼先生」として登場。こちらではストレートな正義漢として、アウトロー的なブラック・ジャックと対立する。
琵琶丸（びわまる）
痩せた体と禿げ頭、そして盲目である点が特徴的なキャラクター。デビュー作は『どろろ』（1967年）だが、このときは個人名は出ておらず「びわ法師のおっさん」とのみ呼ばれる。「琵琶丸」の名前は『ブラック・ジャック　座頭医師』（1976年）による。顔つきはヘック・ベンに似ており派生キャラと考えられるが、彼は悪役ではなく『どろろ』の琵琶法師や『ゴブリン公爵』（1985年）の天乱和尚など、若い主人公を導く老師役が多い。
『ファウスト』の王様（ふぁうすとのおうさま）
筆のようなあごひげと、口が真上を向くほど反り返った顎が特徴のキャラクター。名前どおり『ファウスト』（1950年）で王様役として初登場し、以後も少なからぬ出演歴を誇るのだが、手塚自身によるスターとしての解説はなく、また芸名代わりになるような役名もない。そのため、研究資料でも「『ファウスト』の王様」としか書かれていない。得意な演技は、危機に直面してドタバタとうろたえるギャグ担当。また、デビュー作の『ファウスト』をはじめ、『黒い峡谷』（1954年）や『ケン1探偵長』（1954年）などで「ヒロインの父親」役が多いのも特徴。
フースケ
フルネームは「下村風介（しもむらふうすけ）」。『ペックスばんざい』（1969年）が初出とされる（ただし、それ以前の作品でよく似た顔のキャラクターが端役で登場している）。デビュー作を含む、サラリーマン漫画を意識した『サイテイ招待席』シリーズの主人公として活躍した、サラリーマン漫画における典型的な「ダメ男」を演じるキャラクター。『マンションOBA』（1973年）では、人間に化けた木の精「木皮（きかわ）」老の妻、つまり女性役を演じている。
フーラー博士（フーラーはかせ）
ダダッ子のように騒ぎまわるドタバタ型のマッド・サイエンティスト。悪役キャラではあるが、凶悪さよりも愛嬌を取り柄とした役者である。出演するたび髪型を大きく変える事が多い。デビュー作は『鉄腕アトム　マッド・マシーンの巻』（1958年）だが、実は雑誌掲載版と単行本では外見が異なり、また雑誌掲載版ではアトムの真摯さに打たれて自分の発明を自分で破壊するという若干シリアスな人物だった。一般に手塚スターとして知られるのは単行本版のキャラクターである。また、『アトム』より前、『シャリ河の秘密基地』（1948年）でも「フーラー博士」というキャラクターが登場するが、こちらはママーが演じる異星人の科学者であり外見は全く違う。しかし、『シャリ河』のフーラー博士も『アトム』以降のフーラー博士も、単なる同名ではなく同系統のキャラクターとして捉える説もある（事実、『マッド・マシーンの巻』雑誌掲載版のフーラー博士は、胸元のネクタイにママーの眼が描かれている）。セミレギュラー出演では『ブラック・ジャック』（1973年）で奇形膿腫（ピノコ）を持ち込んだ可仁教授、『ドン・ドラキュラ』（1979年）のヴァン・ヘルシング教授など。
ブク・ブック
名前通りの肥満体にしかめ面の古参悪役スター。『新宝島』（1947年）で海賊の首領ボアールとしてデビュー。翌年『ジャングル魔境』（1948年）ではじめて「ブク・ブック」の役名で登場した。まだ世界がおおらかだった頃の悪役像を体現しており、悪人なのに人情もろかったり、憎み役には徹しきれない人柄の良さが全身からにじみ出ている。外見モデルとしては、ディズニーのブラック・ピートが挙げられる。
ブタモ・マケル
肥満体に、顔の下半分を二分割する巨大な白ヒゲと、特徴的な笑いかたをする老人キャラクター。『新宝島』（1947年）で、主人公のケン一と冒険する船長としてデビュー。同年の『火星博士』（1947年）でも「ブートン博士」として、ケン一少年の保護者役を演じている。しかし、『新宝島』の共同執筆者となっていた酒井七馬からクレームが付き、手塚と酒井の協力関係が解消されるのと合わせて、この「船長さん」とケン一のコンビも解散。以後、ケン一の保護者役はヒゲオヤジの務めるところとなる。このとき手塚が手放し、後に酒井七馬個人の名前で発売された漫画単行本『怪ロボット』には、船長とケン一にそっくりなキャラクターが登場している。その後、彼は『ロストワールド』（1948年）で怪しい博士「豚藻負児（ぶたも・まける）」として出演。悪役スターとして演技の幅を広げた（ただし、豚藻博士としての出演は少年時代の習作である『ロストワールド（私家版）』を踏襲したもの）。
ブヤン
鼻が鋭く突きだし、顔全体が鏃のような形になっている男性。『漫画大学』の単行本におけるキャラクター名鑑で名前が掲載されている。『ファウスト』、『ふしぎ旅行記』などに出演。
ブラック・ジャック
『ブラック・ジャック』（1973年）の主人公。病気や医療をネタにした楽屋落ちでなければ、他漫画作品へのゲスト出演は少なく、むしろ手塚プロのアニメ作品（『火の鳥2772 愛のコスモゾーン』『100万年地球の旅 バンダーブック』『海底超特急マリンエクスプレス』）への出演が多い。
フランケンシュタイン
その名から怪物を作った科学者を連想させる、垂れきった皮膚やシミをたくわえた老人。デビューは『有尾人』（1949年）のスミス博士。『来るべき世界』（1951年）で「フランケンシュタイン博士」の役名で登場し、以後これが芸名として定着する。主な出演作としては、『フィルムは生きている』（1958年）のベテランアニメ作家「断末磨（だんまつま）」、『ブラック・ジャック　湯治場の二人』（1976年）の鍛冶師「憑二斉（ひょうじさい）」など、その強烈な存在感によって主人公を感化する、という役どころで活躍している。
ヘック・ベン
尖ったあごと独特の目つきをした悪役スター。『サボテン君』（1951年）でデビュー。映画『駅馬車』に出演した俳優のトム・タイラーをモデルにしており、『荒野の弾痕』（1957年）ではずばり「タイラー」の役名で登場する。シンプルな顔パーツながら細長い目つきの悪さと、タバコを口の横に加えた姿は、ヤクザ者の雰囲気を漂わす。故にスカンク草井やハム・エッグらと悪党グループでつるむ事が多い。西部劇マンガが下火になってからも現代劇やSF作品まで活躍の場を広げ、息の長いキャラクターとなった。代表作としては『バイパスの夜』（1969年）で、会話によって不気味な雰囲気を醸し出すタクシー運転手を演じている。
ヘル夫人（ヘルふじん）
スレンダーで鋭い目つきの悪女キャラクター。初出は『地球の悪魔』（1954年）の女スパイ、ミス・ゾルゲだが、その後『リボンの騎士（なかよし版）』（1963年）でのレギュラー出演が出世作となり、ここでの役名「ヘル夫人」として知られるようになった。
ポーク・ストロガノフ
だらしない肥満体を特徴とする。『ガラスの城の記録』（1970年）の市ヶ谷国務大臣としてデビュー。ポーク・ストロガノフの名は『三つ目がとおる』（1974年）による。他に『火の鳥』太陽編（1986年）の蘇我果安など。
ボローキン
顔のパーツを真ん中にくしゃっと集めたような風貌の太った男。『大空魔王』（1948年）で「船掃除のボロゾーキン」として初登場。『来るべき世界』（1951年）では、ロシア風にもじった「ボローキン」として登場し、以後これが芸名となる。得意な演技は「酔って威張り散らす」役柄で、権力の威を借る小悪党役が多い。

### ま行
マウス・ボーイ
海草のように波打った前髪の男性キャラクター。『ケン1探偵長』（1954年）において、鼠小僧の子孫を自称する怪盗としてデビューした。その後、1950年代に多数の出演を誇り、『ロック冒険記』（1952年）の単行本加筆部分では、レッド公やハム・エッグなど大スターが並ぶ会議シーンの中に登場している。他の出演作としては、『どんぐり行進曲』（1959年）の、悪党ながら主人公の人生に大きな示唆を与える男「はちすか小六」など。
マグー
角ばった禿頭の老人キャラクター。『鉄腕アトム　宇宙の寄生虫の巻』（1962年）がデビューと、登場は比較的遅い。『火の鳥　乱世編』（1978年-1980年）の平清盛役は、当初予定されていた大柄なオリジナルキャラクターを執筆段階で降板させ、代わって彼が演じることになった。ユナイテッド・プロダクションズ・オブ・アメリカ(UPA)のアニメキャラクター、近眼のマグーを元に作られたキャラクター。
間久部緑郎（まくべろくろう）
→ロック・ホーム
丸首ブーン（まるくびブーン）
リノ・ヴァンチュラをモデルに『鉄腕アトム ロボット爆弾の巻』（1956年）の元ギャング役でデビュー。このときの役名がそのままスターとしての芸名となる。太い眉毛や眼の下にもあるまつ毛が特徴。恰幅が良く、善悪問わず責任を負っているボス役の他、『どろろ』（1967年）での盗賊「火袋」など父親役での出演も多い。自身が最も活躍したであろう作品は『野郎と断崖』（1968年）という短編で、ピエール・オータンという脱獄した凶悪犯の役で主演している。
ミイチャン
初期作品に度々登場する、二本足で歩くオスのウサギ。少年時代の習作中にすでに登場していたが、商業デビューは『地底国の怪人』（1948年）。同作や『ロストワールド』（1948年）などでは、手術によって知性化されたという設定で主人公をサポートする。50年代半ばから出番がほとんどなくなるが、『地底国の怪人』のリメイクである『アバンチュール21』（1970年）で再登場を果たした。動物以外の役としては、『月世界紳士』（1951年）でのウサギのような大耳を持つ宇宙人や、『ふしぎ旅行記』（1950年）の幽霊ハロウィンが挙げられる。
ミッチィ
初期の美少女キャラクター。『火星博士』（1947年）のアンドロイド・ピイ子でデビューした。しかし可愛いだけのアイドルではなく、芸名の由来でもある『メトロポリス』（1949年）の人造人間ミッチィ役など、行動的で個性の強い役柄にも挑戦して名をあげる。『鉄腕アトム』（1951年）ではアトムの母を演じ、「母親役」の新境地を啓いた。また『リボンの騎士』（1953年）のサファイヤも彼女から作られた。石上三登志は『世界を滅ぼす男』（1954年）でアトム演じる一の谷良一と戦った敵国のエースパイロット・ルノー中尉が、ミッチイの男装であるとしている。
ミッツン
のっぺりした顔から、鼻と唇だけが極端に飛び出した顔の女性キャラクター。横顔が出てくることが多く、上下の唇の位置からいつも大きく口を開けているのが分かる。モデルは手塚の少年時代、近所に住んでいた兄妹。それゆえ少年時代の習作ですでに登場しているが、商業デビューは『ロストワールド』（1948年）である。家政婦などの端役が主で、同じ顔のヨッツンとはしばしば夫婦役で登場。
ムッシュー・アンペア
整った高い鼻と、左ほおのほくろがトレードマークの紳士。悪役を演じても上品さがにじみ出る特徴を持つ。モデルはフランスの俳優シャルル・ボワイエ（それゆえかれの芸名にもフランス語の「ムッシュ」が付く）。『ふしぎ旅行記』（1950年）で二重人格の男という複雑な役柄でデビューし、以後も善悪両方で幅広い芸歴を誇った。代表作としては、『ブラック・ジャック　ある老婆の思い出』（1977年）において、ラスト一コマのみの出演で物語を締めるという存在感を示した。なお、彼の名前は初出の『ふしぎ旅行記』では「ムッシュ・アンペア」、『鉄腕アトム　冷凍人間の巻』（1955年）では「ムッシュウ・アンペア」、また『エンゼルの丘』（1960年）の単行本（鈴木出版）に収録されたスター名鑑『WHO'S WHO』では「ムッシュー・アンペア」と、表記に若干のぶれがある。
村井警部（むらいけいぶ）
デビュー作は『ドン・ドラキュラ』（1979年）という、手塚スターにしては最も遅く登場した一人。モデルは手塚治虫の長女るみ子が高校時代に所属した吹奏楽部の先輩村井である。『牙人』（1984年）では「富通野（ふつうの）刑事」の名でレギュラー出演し、主人公の保護者で、乱暴者ながらバツイチで娘に頭が上がらないというペーソスあふれるキャラクターを演じた。他に、『こじき姫ルンペネラ』（1980年）の手塚治虫漫画全集版では、作品初出より後の1982年に公開されたはずの映画『遊星からの物体X』に絡むパロディーを披露しているが、これは同作が全集収録の際（1984年）に本編を全面改稿したためである。
メイスン
メースンとも表記される。俳優のジェームズ・メイソンをモデルとした紳士。『ナスビ女王』（1954年）で、陰謀家の軍人ゼンダ将軍役でデビューするが、この役自体がそもそも1952年の映画『ゼンダ城の虜』に出演したジェームズ・メイソンにちなんだものである。この作品で、少女漫画における「美形悪役」の元祖としてデビューした彼は、以後も軍人や警察官といった役を中心に活躍する。
メルモ
『ふしぎなメルモ』（1970年）の主人公。流れる様な黒髪とアホ毛が特徴。子供体と大人体が存在するが、『ブラック・ジャック　座頭医師』（1976年）では二人で親子を演じた事もある。『アポロの歌』（1970年）では大人体で渡ひろみ役として出演している。
メロン・キッド
頬の十字傷がトレードマークのたくましい男性。『レモン・キッド』（1953年）でデビューした。名前の由来は同作の主人公レモン・キッドともどもリンゴ・キッドのもじりである。レモン・キッドが50-60年代の西部劇もので活躍するに留まったのに対し、彼はその後、SFものや現代劇へも活動の場を広げ、『低俗天使』（1975年）ではカメラマン「四谷仁吉（よつやにきち）」として主演している。
モクサン
ちょび髭に糸目の温厚そうなおじさん。『奇蹟の森のものがたり』（1949年）の「アップクチキリキ博士」でデビューした。モクサンという芸名は『漫画大学』（1950年）に収録されたスター一覧によるが、『ジャングル大帝』（1950年）で演じた大食漢の冒険家「クッター」が作品と共に有名になった結果、クッターを芸名として掲げる資料もある。公式サイトでは「クッター」表記である。キャラクターのモデルは『ポパイ』のレギュラーキャラ、ウィンピー。
モンスター
精悍な顔立ちと筋肉質の体を持つ二枚目スター。『シャリ河の秘密基地』（1948年）でターザン役としてデビュー。『拳銃天使』（1949年）でインディアンの若者「モンスター」役を演じ、これが芸名として定着する。『拳銃天使』では他にも、日本の児童漫画では初とされるキスシーンが議論を呼んだ。デビュー当時は野性的な役が多かったが後に『雑巾と宝石』（1957年）では都会の映画スター、『エンゼルの丘』（1960年）では少女漫画中で恋愛劇を演じる美青年など芸風を広げていく。『W3』（1965年）では主人公の兄で諜報員の「星光一」を演じた。

### や-わ行
山野穴太（やまのあなた）
大きな目と団子鼻が特徴の青年。『ロストワールド（私家版）』（1944年ころ）では「山野茂作（やまのもさく）」という名前だった。『ロストワールド』（1948年）において商業作品デビューを果たした際「山野穴太」と改名し、以後この名前が定着する。多くのベテランスターが活躍した『ロストワールド』出身者の中では出演作が少ないが、『化石島』（1951年）では己の美学を貫く悪漢チャーリーとして活躍するなど、血気盛んな若者役で1950年代を中心に活動している。
ヨッツン
のっぺりした顔から、鼻と唇だけが極端に飛び出した顔の男性キャラクター。同じ顔のミッツン同様、手塚の少年時代における習作から登場し、『ロストワールド』（1948年）で商業デビューする。横顔が出てくることが多く、上下の唇の位置からいつも大きく口を開けているのが分かる。下男や使用人の役が主である。ミッツンとはしばしば夫婦役で登場。
リイコ
ロールパンの様な頭の巻き毛が特徴的な少女。『妖怪探偵團』（1948年）でデビューした。ミッチィ同様初期の少女役だが、ミッチイがたくましいキャラクターを見せてからは、可愛い系の役専門にシフトして行った。『拳銃天使』（1949年）ではヒロインとして（当時としては型破りな）キスシーンを演じている。1960年代になると出番がなくなり「引退した」とされたが、『ブラック・ジャック　てるてる坊主』（1976年）に母親役で久々の出演を果たす。
レオ
『ジャングル大帝』（1950年）の主人公である白いライオン。埼玉西武ライオンズのシンボルに採用されていることでも知られる。特徴としてはその毛色の他に、耳の先端の黒いぶちが挙げられる（父親のパンジャや息子のルネにはこのぶちがない）。この点に注目すれば、役名が同じでも『火の鳥（少女クラブ版）』（1956年）に登場する「ライオンのレオ」は彼の客演であり、『ボンゴ（小学一年生版）』（1964年）の「ライオンのレオ」は同名別獅子ということになる。
レッド公（レッドこう）
大きなワシ鼻と逆立った髪型が非常に特徴的な紳士。その鼻ゆえに「真正面の顔は絶対描かれない」とも評される（実際には『ミッドナイト』（1986年）など、正面から描かれたカットは存在する）。デビューは『メトロポリス』（1949年）。芸域がとても広く、いかなる役でもこなせる（『漫画大学』（1950年）で女性として登場したことまである）が、政治家など社会的地位の高い役が多い。『冒険狂時代』（1951年）、『ブッダ』（1972年）など、その特徴的な容貌にもかかわらず、ひとつの連載作品の中で複数の役を任されることもたびたびある、手塚作品のなかでも名優中の名優である。『弁慶』（1954年）、『火の鳥 乱世編』（1978年）では源頼朝を演じている。
六角（ろっかく）
ニキビ面に、学帽と袴の古風な書生スタイルの青年。初出は『来るべき世界』（1951年）で、芸名もここでの役名による。『鉄腕アトム　電光人間の巻』（1955年）では四部垣家の書生として登場。60年代以降になるとさすがに書生の姿での出演はなくなるが、背広姿のサラリーマンや制服警官など、木訥で勤勉なイメージを保っての出演を続けていた。レギュラーとしての出演には、『スリル博士』（1959年）の「カボチャ助手」がある。
ロック・ホーム
多数の出演作を誇る手塚作品の代表的なスター。デビュー作の『少年探偵ロックホーム』（1949年）をはじめ、正義感の強い少年役で活躍するが、『バンパイヤ』（1966年）以降「間久部緑郎」の名で青年悪役スターとして活動の場を広げている。
ロンメル
手塚キャラ筆頭の巨漢の一人。モデルはドイツ軍人役を得意とした俳優エリッヒ・フォン・シュトロハイム。デビューは『ジャングル大帝』（1950年）で、芸名もこのときの役名にちなむ。モデル同様軍人役が多いが、実在のエルヴィン・ロンメル元帥との関係は薄く、ビリー・ワイルダー監督映画『熱砂の秘密』(1943年)で実在のロンメル役を本人と似ていないシュトロハイムが敵役として演じたことが由来。『ジャングル大帝』出演時こそ実在のロンメル元帥に関連づけるような描写がなされていたが、その後にロンメル元帥が登場する作品は幾つかあっても、彼にその役が回ってくることはなかった。『ビッグX』（1963年）では、彼が演じるリッベントロップの隣に、メイスン演じるロンメル元帥が並んでいるという、スター・システム的には非常にややこしいシーンが存在するが、このキャスティングはメイスンのモデルである俳優ジェームズ・メイスンがロンメルの伝記映画『砂漠の鬼将軍』(1951年)で高潔な軍人としてロンメル元帥を演じ、当たり役となった史実を踏まえている。
Y教授（わいきょうじゅ）
頭頂部が禿げ上がり、頭の両側にサボテンのような髪の毛が飛び出した老人。『鉄腕アトム　赤いネコの巻』（1953年）において、武蔵野の乱開発に反対する学者として初登場。以後も不遇の学者役を得意とする。なお、『赤いネコの巻』が「少年」誌で初掲載されたときの名前は「四足教授」だったが、その後「Y教授」に変更された（「猫又教授」とする版もある。『鉄腕アトム (アニメ第2作)』に登場したときの名前は「根子股」）。
和登千代子（わとちよこ）
『三つ目がとおる』（1974年）のヒロイン。登場が遅いため、漫画作品中の出演は『タイガーランド』（1974年）の「アイノ」などごく少数だが、パートナーの写楽保介と共に、アニメ作品にゲスト出演することもある。

### ギャグキャラクター
唐突に現れ、ストーリーと直接は関係ない。幼いときの兄弟との落書き遊びに由来する。
シモフリ・ママー
「フクロウの一種」で「おしりからハリガネムシを出す」という怪生物。基本的には他のキャラクター同様、息抜きの一発ギャグ的な登場をするキャラクターだが、『シャリ河の秘密基地』（1948年）では月から来た異星人として多数出演、また『七色いんこ』（1981年）では、「常に演技をしている主人公の抑圧されたホンネ」という設定で、主人公にしか見えない幻覚キャラクターとして準レギュラー出演している。1930年代の新聞広告に「ママー」という名前を大書されたフクロウ状のキャラクターがずらりと並ぶ菓子の広告が実在している（天野祐吉編纂の戦前広告集に掲載されている）。
スパイダー
2頭身の小さな体に大きな鼻をしており、「オムカエデゴンス」としゃべるキャラクター。
ヒョウタンツギ
多数の手塚作品に息抜きとして登場するマスコットキャラクター。名前通り、つぎの当たったヒョウタンのような顔である。
ブクツギキュ
ダックスフントのような胴体からひょろりと伸びた首、そして全身にヒョウタンツギ同様のつぎが当たったキャラクター。ヒョウタンツギの弟分とされている。
ブタナギ
チョウのサナギのように隅っこに張り付き、爆笑している謎の生きもの。
ロロールル
極端に脚と胴部が線のように細く、目が一つしかないタコのようなキャラクターで、口癖は「ホーさよか」。元ネタは海野十三の小説『火星兵団』に登場する火星人、ロロ氏とルル氏。